# 塞爾柱歐白魚
塞爾柱歐白魚（学名：Alburnus selcuklui）為輻鰭魚綱鯉形目雅羅魚科歐白魚屬的其中一種，分布於土耳其底格里斯河上游流域，種名selcuklui，是以中世紀塞爾柱帝國命名，體長可達11.6公分，棲息在礫石底質、水質清澈的溪流底中層水域，生活習性不明。

## 扩展阅读
- 維基物種上的相關：塞爾柱歐白魚